# Listă de comunități neîncorporate din statul Maryland
Această pagină este o listă de comunități neîncorporate din statul  Maryland,  Statele Unite ale Americii.

## A
- Abell
- Abingdon
- Accokeek
- Adamstown
- Adelina
- Adelphi
- Alesia
- Allen
- Altamont, Maryland
- Amcelle
- American Corner
- Andersontown
- Annapolis Junction
- Antietam
- Aquasco
- Arbutus
- Arden-on-the-Severn
- Ardmore
- Arnold
- Ashton
- Ashton-Sandy Spring
- Aspen Hill
- Avenue
- Avondale

## B
- Baldwin
- Ballenger Creek
- Baltimore Corner
- Baltimore Highlands
- Barrelville
- Barstow
- Beachville-Saint Inigoes
- Beallsville
- Beauvue
- Beaver Creek
- Bel Air North
- Bel Air South
- Bel Air, comitatul Allegany
- Bel Alton
- Bellegrove
- Bellevue
- Benedict
- Benevola
- Bennsville
- Benson, comitatul Harford
- Benson, comitatul Howard
- Berkley
- Bethlehem
- Beverly Beach
- Bier
- Big Pool
- Bishop
- Bishopville
- Bittinger
- Bivalve
- Bloomington
- Boring
- Bowens
- Bowleys Quarters
- Bowling Green
- Boxiron
- Boyds
- Bozman
- Braddock Heights
- Bradshaw
- Brandywine
- Brinklow
- Bristol
- Broad Creek, comitatul Prince George
- Broadfording
- Brooklandville
- Brooklyn Park
- Brookmont
- Broomes Island
- Brownsville
- Bryans Road
- Bryantown
- Burrsville
- Burtner
- Burtonsville
- Bushwood
- Butler

## C
- Cabin John
- Callaway
- Calvert Beach-Long Beach
- Calvert
- Calverton
- Camp Springs
- Cape St. Claire
- Carderock
- Cardiff
- Carlos
- Carmody Hills
- Carmody Hills-Pepper Mill Village
- Carney
- Carole Highlands
- Carpenter Point
- Carroll Crest
- Carrolltowne
- Castleton
- Catoctin Furnace
- Cavetown
- Cearfoss
- Cedar Grove
- Cedar Hall
- Cedar Heights
- Cedartown
- Ceresville
- Chance
- Chaneyville
- Chaptico
- Chase
- Cheltenham
- Chesapeake Ranch Estates
- Chesapeake Ranch Estates-Drum Point
- Chester
- Chesterville
- Chevy Chase
- Chewsville
- Childs
- Chillum
- Choptank
- Churchton
- Churchville
- Claiborne
- Clarksburg
- Clarksville
- Clarysville
- Clayton
- Clements
- Clinton
- Clover Hill
- Cloverly
- Cobb Island
- Cokesbury
- Colesville
- Collington
- Colora
- Coltons Point
- Columbia
- Compton
- Comus
- Conowingo
- Cooksville
- Coral Hills
- Cordova
- Corriganville
- Crapo
- Creagerstown
- Crellin
- Cresaptown
- Cresaptown-Bel Air
- Creswell
- Crocheron
- Crofton
- Croom
- Crownsville
- Crumpton

## D
- Damascus
- Dameron
- Dames Quarter
- Danville
- Danville, comitatul Prince George
- Dares Beach
- Dargan
- Darlington
- Darnestown
- Davidsonville
- Dawson
- Dawsonville
- Dayton
- Deal Island
- Deale
- Dentsville
- Derwood
- Detmold
- Detour
- Dickens
- Dickerson
- Discovery-Spring Garden
- Dorsey
- Dowell
- Downsville
- Drayden
- Dublin
- Dundalk
- Dunkirk

## E
- Eakles Mills
- Earleville
- East Riverdale
- Eckhart Mines
- Edgemere
- Edgewood
- Ednor
- Eldersburg
- Elk Mills
- Elkridge
- Ellerslie
- Ellicott City
- Elliott-Salem
- Emmorton
- Essex
- Evitts Creek
- Ewell

## F
- Fair Hill
- Fairhaven, comitatul Anne Arundel
- Fairhaven, comitatul Carroll
- Fairhaven, comitatul Frederick
- Fairland
- Fairlee
- Fairmount
- Fairplay
- Fairview, comitatul Anne Arundel
- Fairview, comitatul Frederick
- Fairview, comitatul Garrett
- Fairview, comitatul Harford
- Fairview, comitatul Montgomery
- Fairview, comitatul Washington
- Fallston
- Faulkner
- Ferndale
- Finksburg
- Finzel
- Fishing Creek
- Flintstone
- Forest Glen
- Forest Hill
- Forestville
- Fork
- Fort Howard
- Fort Meade
- Fort Washington
- Franklin Manor-on-the-Bay
- Franklin
- Franklinville
- Fredericktown
- Freeland
- Frenchtown, comitatul Cecil
- Friendly
- Friendship Village
- Friendship, comitatul Anne Arundel
- Frizzelburg
- Fullerton
- Fulton

## G
- Gaither
- Galesville
- Gamber
- Gambrills
- Gapland
- George Island Landing
- George's Creek
- Georgetown
- Germantown, comitatul Anne Arundel
- Germantown, comitatul Baltimore
- Germantown, comitatul Montgomery
- Germantown, comitatul Worcester
- Gibson Island
- Gilpin Point
- Glassmanor
- Glen Arm
- Glencoe
- Glenelg
- Glenmont
- Glenwood, comitatul Harford
- Glenwood, comitatul Howard
- Glyndon
- Goddard
- Golts
- Goodwill
- Gorman
- Graceham
- Granite
- Great Mills
- Greater Landover
- Green Haven
- Green Meadows, comitatul Prince George
- Green Valley
- Greenmount
- Grove
- Guilford
- Gwynn Oak

## K
- Klej Grange

## T
- Tuscarora
- Tuxedo
- Two Johns
- Tyaskin
- Tylerton

## U
- Union Mills
- Uniontown
- Unionville, comitatul Frederick
- Unionville, comitatul Talbot
- Unionville, comitatul Worcester
- Upper Fairmount
- Upper Falls
- Upperco
- Urbana

## V
- Vale Summit
- Valley Lee
- Van Lear
- Vansville
- Venton

## W
- Waldorf
- Walker Mill
- Wallville
- Warwick, comitatul Cecil
- Welcome
- Wenona
- West Denton
- West Friendship
- West River
- Westover
- Wetheredsville
- Wetipquin
- Weverton
- Wheaton
- Wheaton–Glenmont
- White Crystal Beach
- White Hall, comitatul Baltimore
- White Hall, comitatul Cecil
- White Hall, comitatul Prince George
- White Marsh
- White Oak
- White Plains
- Whiteford
- Whitehall, comitatul Dorchester
- Whitehaven
- Whiteleysburg
- Williston
- Wingate
- Wittman
- Wolfsville
- Woodbine
- Woodland Beach
- Woodland
- Woodlawn, comitatul Baltimore
- Woodlawn, comitatul Prince George
- Woodmont
- Woodmore
- Woodstock
- Woodwardville
- Woolford
- Worton
- Wye Mills

## X, Y, Z
- Zihlman
- Zion